# (4629) Walford
(4629) Walford est un astéroïde de la ceinture principale.

## Description
(4629) Walford est un astéroïde de la ceinture principale. Il fut découvert le 7 octobre 1986 à l'Observatoire Palomar par Eleanor Francis Helin. Il présente une orbite caractérisée par un demi-grand axe de 2,66 UA, une excentricité de 0,21 et une inclinaison de 11,9° par rapport à l'écliptique.

## Compléments